# Don't Want... 17 Songs Compilation
Don't Want... 17 Songs Compilation (Chinees: 不要新舊對照17首) is een album van de cantopop-zanger Sammi Cheng. Het is opgenomen in 1996.

## Tracklist
1. 不要
2. 真心多愛幾天
3. 其實你心裡有沒有我
4. 給最傷心的人
5. 折翼天使 (慾望之翼)
6. 十誡 (禁忌的遊戲)
7. 非一般愛火 (非一般Remix)
8. 可愛可恨
9. 內心戲
10. 急凍熱愛島
11. Friends
12. 熱脹冷縮
13. 衝動點唱
14. 拉拉扯扯
15. 折翼天使 (天上人間)
16. 這夜我不願離開
17. 最終還是剩低我